# Station Kennett
Kennett is een spoorwegstation van National Rail in Kentford, East Cambridgeshire in Engeland. Het station is eigendom van Network Rail en wordt beheerd door Greater Anglia. 